# Schimbarea la Față

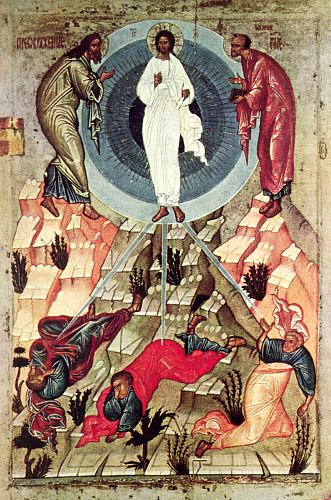
Icoana Schimbării la Față

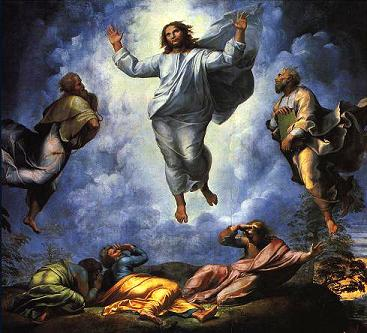
Rafael - Schimbarea la Față (1518-1520) - Ulei pe lemn, Muzeele Vaticane, Roma

Schimbarea la Față (sau Transfigurarea Domnului) este un eveniment descris de evangheliile sinoptice, în care Iisus din Nazaret a fost văzut de apostolii Săi într-o lumină nouă pe Muntele Tabor (Matei 17:1-9, Marcu 9:2-8, Luca 9:28-36). Conform evangheliilor sinoptice, Iisus a devenit strălucitor, a vorbit cu proorocii Moise și cu Ilie, fiind numit Fiul lui Dumnezeu. Interpreții Noului Testament au clasificat Schimbarea la Față drept una din minunile lui Iisus menționate în Evanghelii.
Particularitatea Schimbării la Față este aceea că apostolii Săi văd în Iisus din Nazaret lumina divină. Similar, conform evangheliei după Ioan, la ultimul discurs public al lui Iisus, apostolii au auzit „vocea lui Dumnezeu” (Ioan 12,28), în timp ce alții au auzit doar „zgomot de tunet” (Ioan 12,29). 
„Și după șase zile, Iisus a luat cu Sine pe Petru și pe Iacov și pe Ioan, fratele lui, și i-a dus într-un munte înalt, de o parte. Și S-a schimbat la față, înaintea lor, și a strălucit fața Lui ca soarele, iar veșmintele Lui s-au făcut albe ca lumina. Și iată, Moise și Ilie s-au arătat lor, vorbind cu El. Și, răspunzând, Petru a zis lui Iisus: Doamne, bine este să fim noi aici; dacă voiești, voi face aici trei colibe: Ție una, și lui Moise una, și lui Ilie una. Vorbind el încă, iată un nor luminos i-a umbrit pe ei, și iată glas din nor zicând: "Acesta este Fiul Meu Cel iubit, în Care am binevoit; pe Acesta ascultați-L". Și, auzind, ucenicii au căzut cu fața la pământ și s-au spăimântat foarte. Și Iisus S-a apropiat de ei, și, atingându-i, le-a zis: Sculați-vă și nu vă temeți. Și, ridicându-și ochii, nu au văzut pe nimeni, decât numai pe Iisus singur. Și pe când se coborau din munte, Iisus le-a poruncit, zicând: Nimănui să nu spuneți ceea ce ați văzut, până când Fiul Omului Se va scula din morți.”— Matei 17:1-9

## Interpretări
Toma de Aquino a considerat Schimbarea la Față drept cea mai mare minune, în sensul că aceasta completează harul botezului și arată celor credincioși perfecțiunea vieții în Împărăția lui Dumnezeu.

## Sărbătoare
- Schimbarea la față în calendarul ortodox și în cel romano-catolic se ține pe 6 august.

## Galerie de imagini

### Picturi

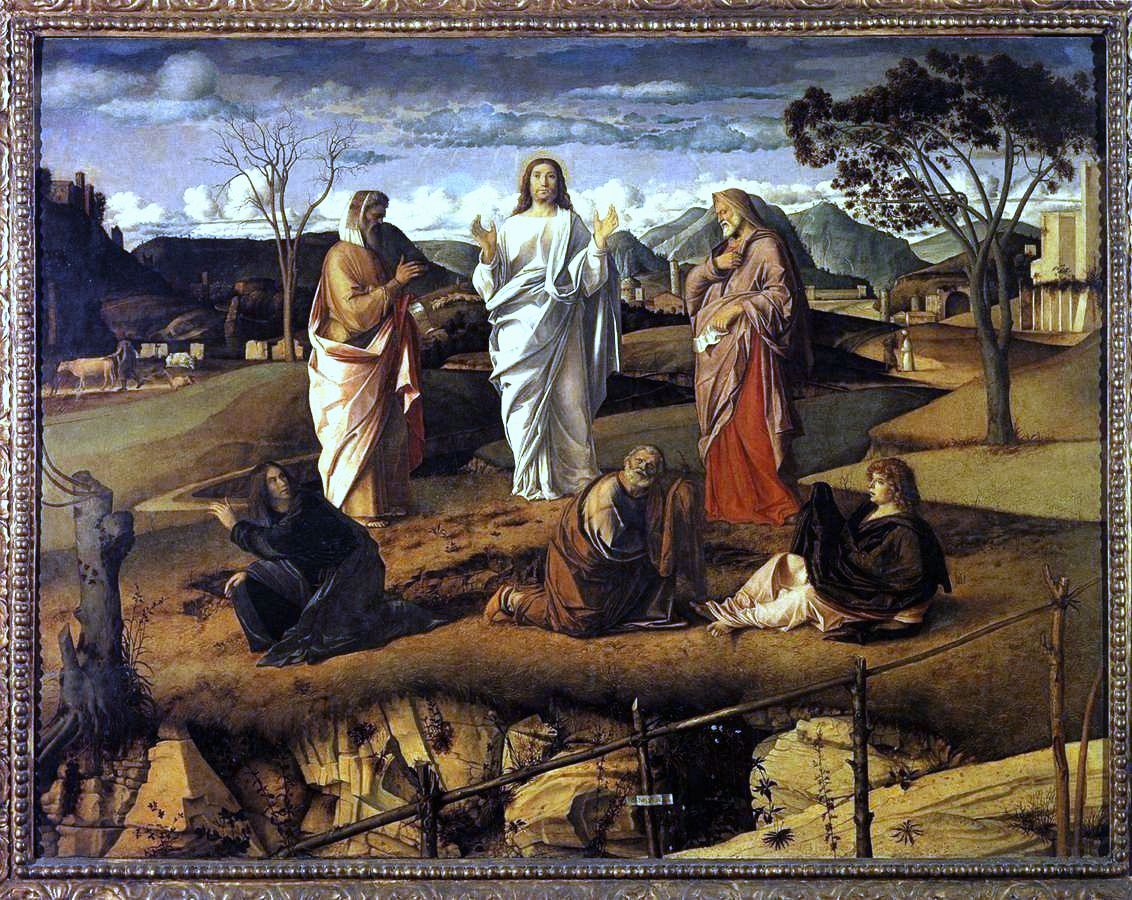
"Schimbarea la față a lui Hristos", de Giovanni Bellini, c. 1490
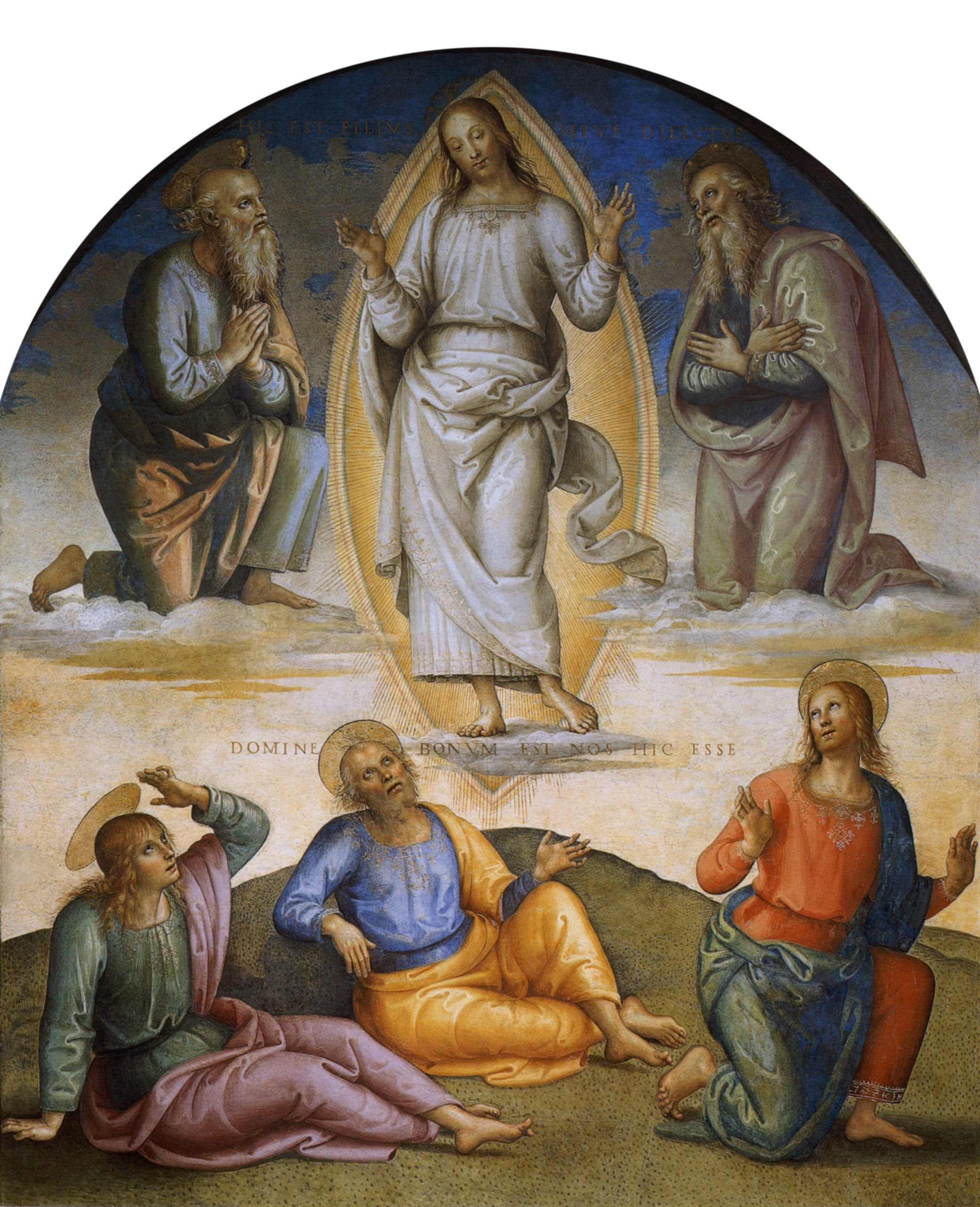
Pietro Perugino, c. 1500
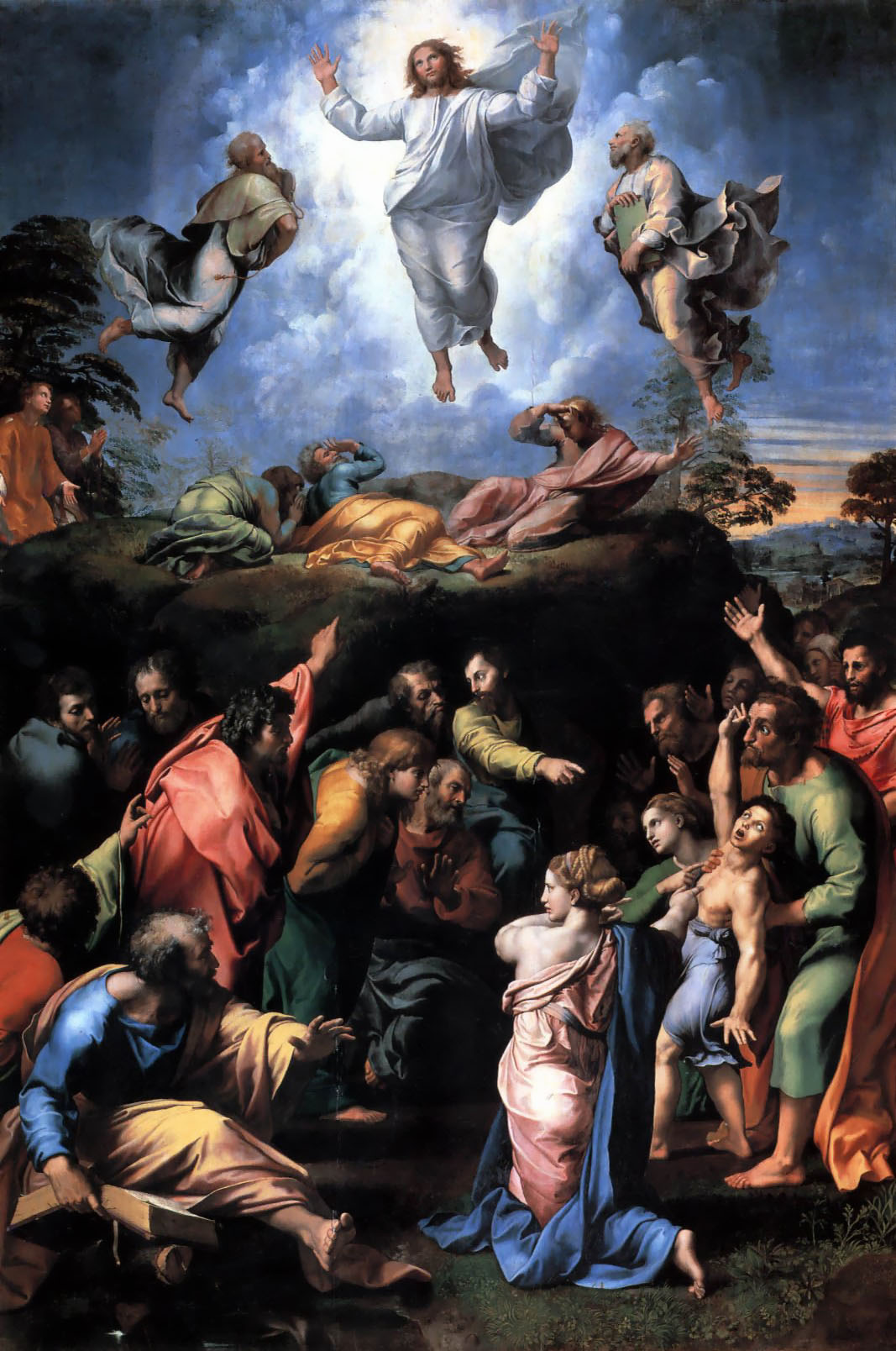
Rafael Sanzio, c. 1520
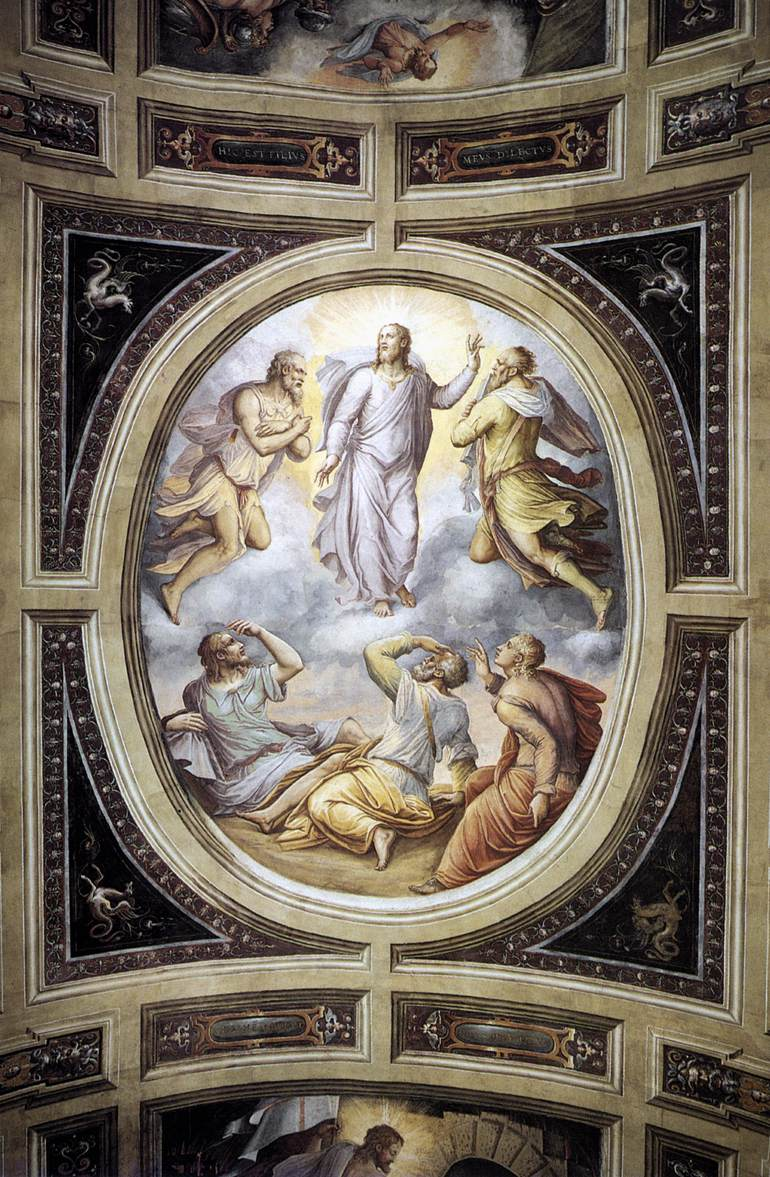
Cristofano Gherardi, 1555

### Icoane

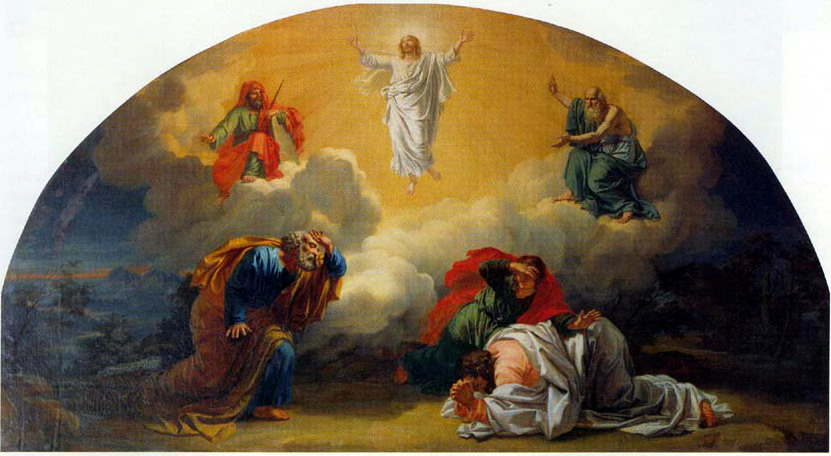
Andrei Ivanov, 1807
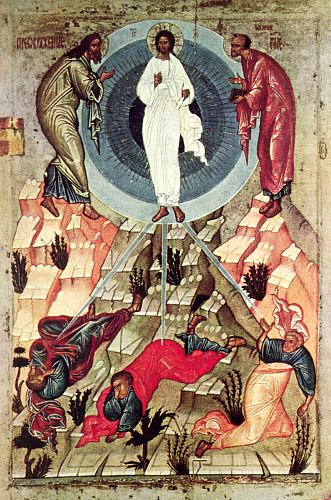
Școala din Novgorod, sec. al XV-lea
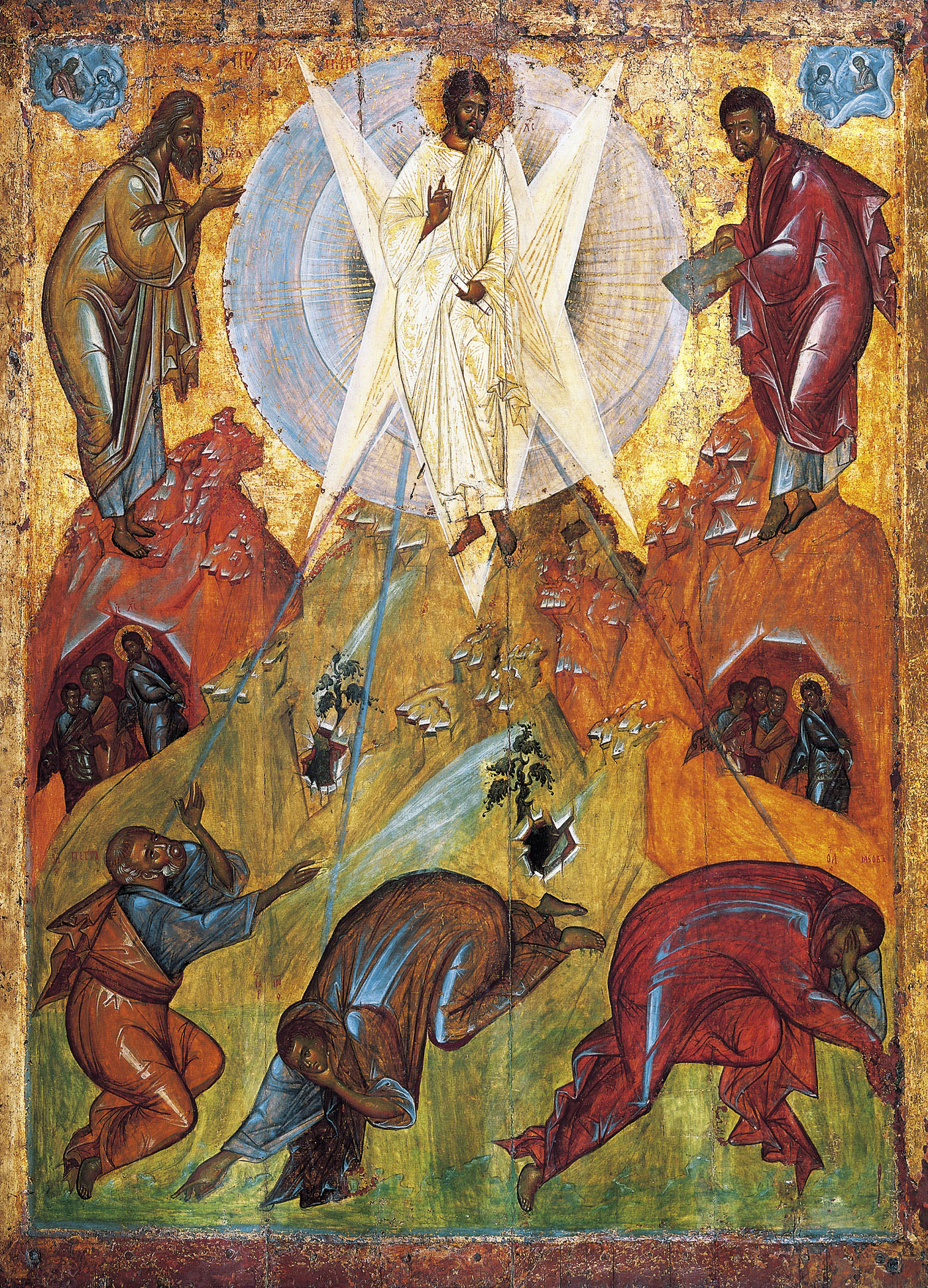
Teofan Grecul, sec. al XV-lea
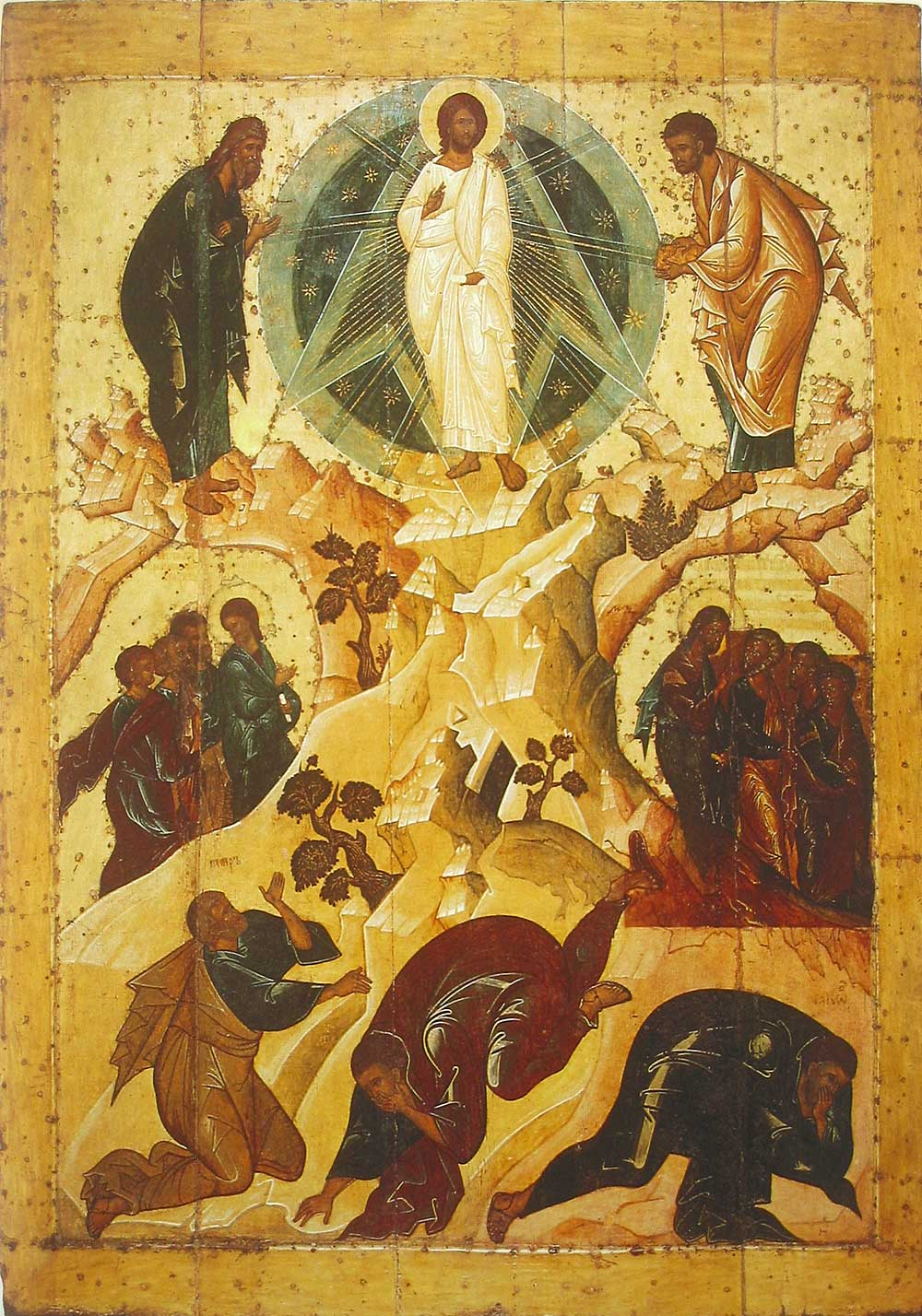
Icoană din Yaroslavl, Rusia, 1516

### Biserici și mănăstiri

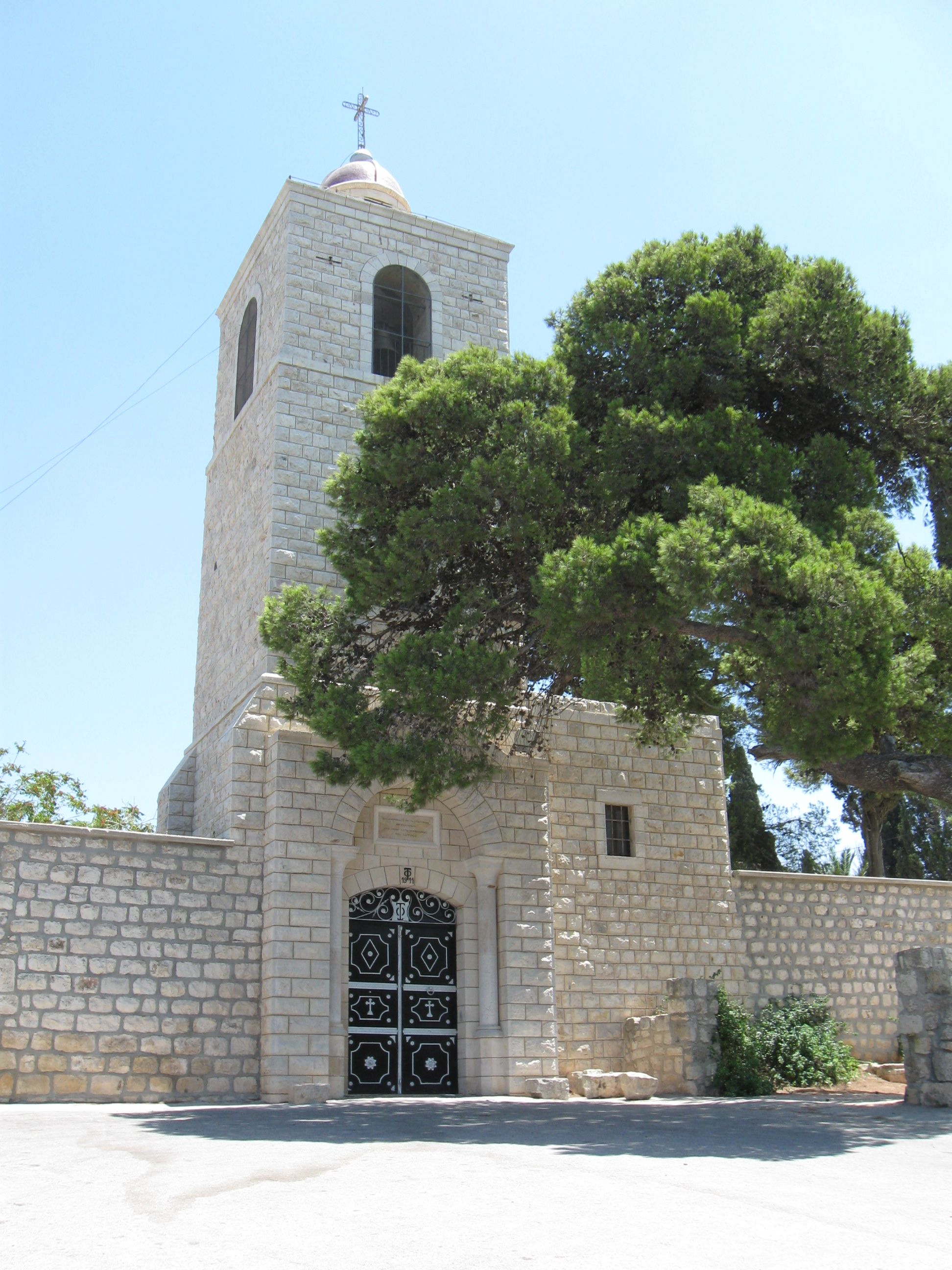
Clopotniță a mănăstirii ortodoxe de pe Muntele Tabor
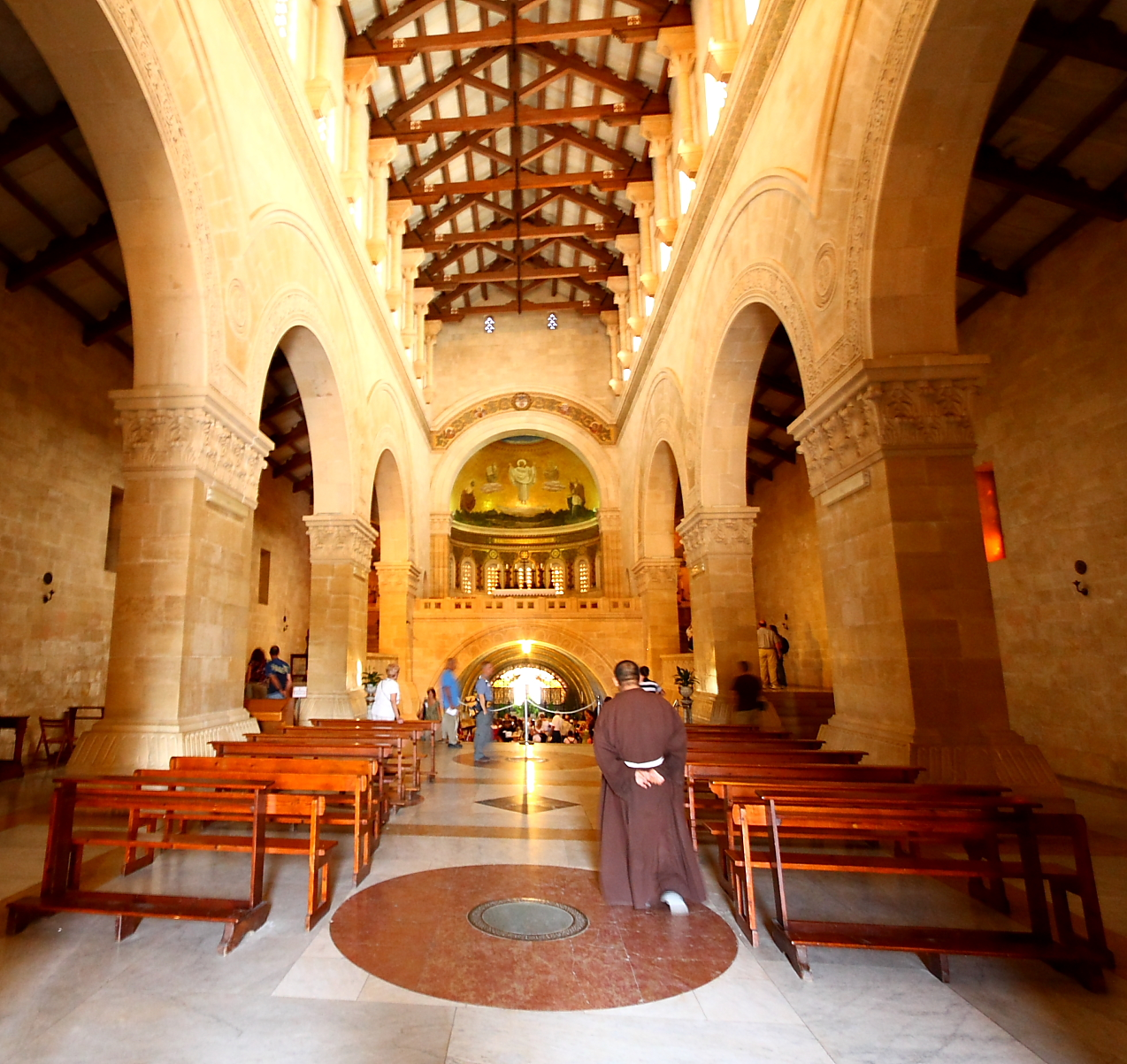
Basilica Schimbării la Față, Muntele Tabor
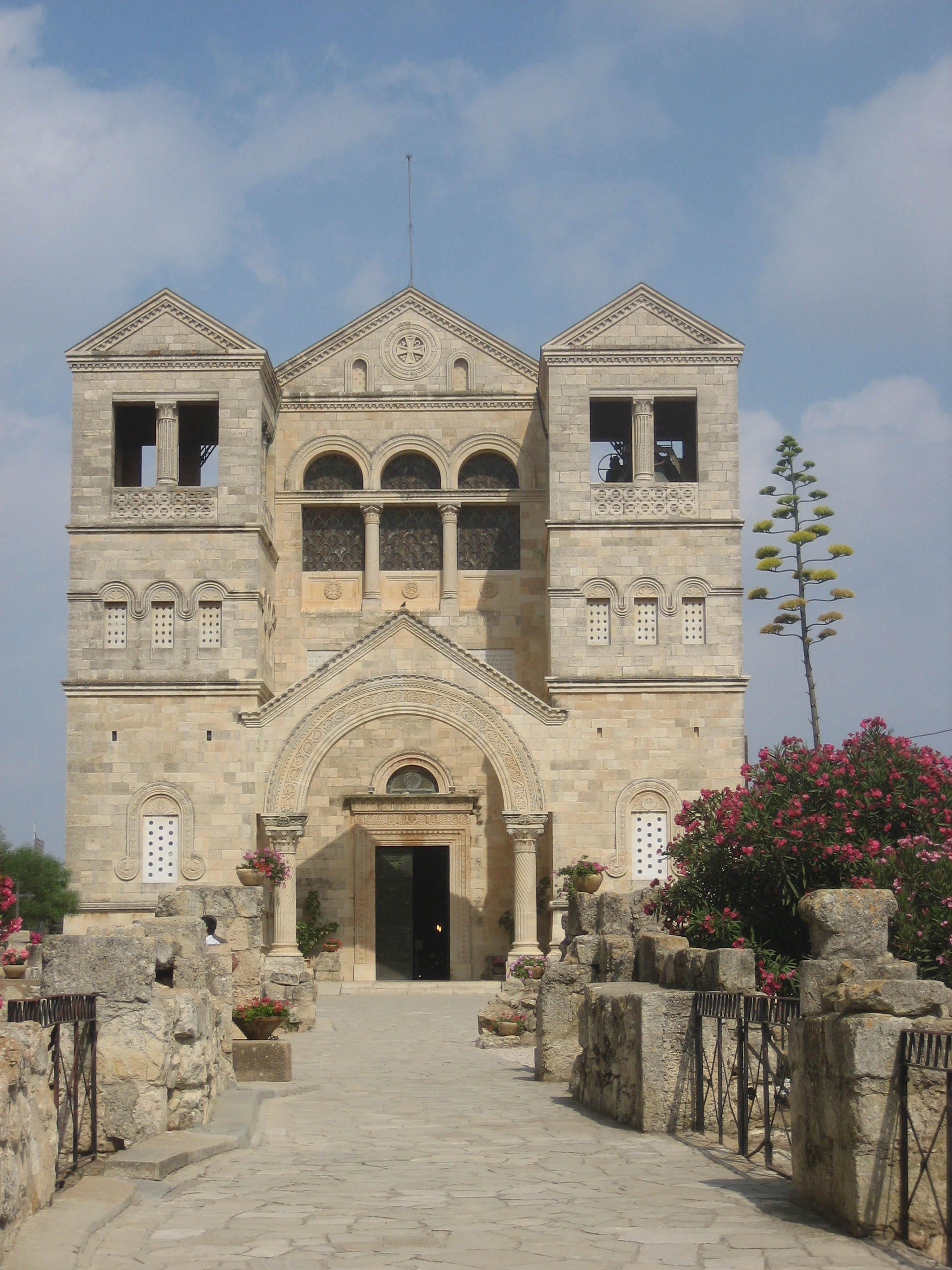
Basilica Schimbării la Față, Muntele Tabor
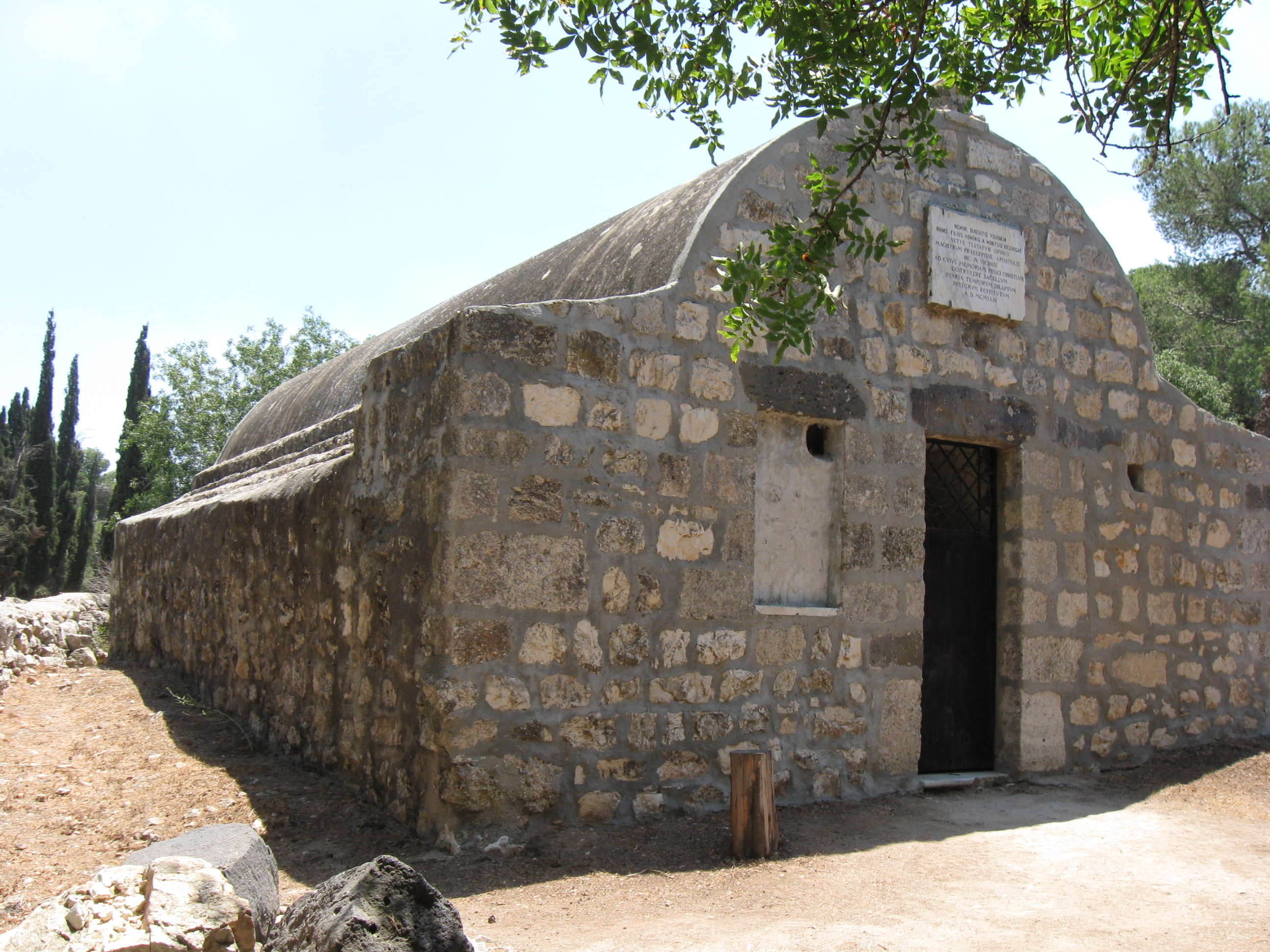
Cimitirul franciscan de pe Muntele Tabor